# Čivčije Bukovičke
Čivčije Bukovičke (en serbe cyrillique : Чивчије Буковичке) est un village de Bosnie-Herzégovine. Il est situé sur le territoire de la ville de Doboj et dans la république serbe de Bosnie. Selon les premiers résultats du recensement bosnien de 2013, il compte 773 habitants.

## Démographie

### Évolution historique de la population dans la localité
| 1948 | 1953 | 1961 | 1971 | 1981 | 1991  | 2013 |
| ---- | ---- | ---- | ---- | ---- | ----- | ---- |
| -    | -    | 721  | 789  | 960  | 1 017 | 773  |

|  |